# 雙乳突僧頭耳烏賊
雙乳突僧頭耳烏賊（学名：Austrorossia bipapillata），为耳烏賊科南方僧頭耳烏賊屬（Austrorossia）下的一个种；舊稱雙乳突僧頭烏賊（Rossia bipapillata），為耳烏賊科光头耳乌贼属（Rossia）。主要分布于中国大陆、台湾，各腕间无膜，内壳退化。